# Victoria Road
Victoria Road, även The Chigwell Construction Stadium, är en multiarena i Dagenham i London i England.
För närvarande används arenan mest för fotboll och är hemmaarena för Dagenham & Redbridge FC. Den rymmer cirka 6 000 åskådare och har funnits tillgänglig för fotboll sedan 1917. Den var inte helt sluten förrän 1955.
Sveriges och Englands damlandslag har spelat på arenan och West Ham spelar sina reservlagsmatcher och deras damlagmatcher (West Ham United WFC) här.